# Chorzów
Chorzów (en alemany Königshütte, fins al 1934, Fàbrica Reial) és una ciutat de Polònia que està ubicada a l'Alta Silèsia, al Voivodat de Silèsia, al centre de l'Àrea Industrial de Silèsia Superior.
La ciutat va obtenir els seus drets l'any 1868. Chorzów té 114.686 habitants i 33,5 km² de superfície. Les matrícules de Chorzów comencen amb les lletres SH.
Chorzów té cinc ciutats agermanades. Aquestes són: Termoli (Itàlia), Ózd (Hongria), Zlín (República Txeca), Iserlohn (Alemanya) i Creil (França). Chorzów es divideix en quatre barris principals i nou menors. Els principals són: Centrum, Chorzów II, Chorzów Batory i Chorzów Stary. Els menors són: Antoniowiec, Gorne Lagiewniki, Klimzowiec, Maciejkowice, Niedźwiedziniec, Nowe Hajduki, Pnioki, Szarlociniec i Sredni Lagiewniki.
El riu Rawa creua la ciutat. Chorzów limita amb Katowice (13 km), Ruda Śląska (4,5 km), Bytom (5 km), Piekary Śląskie (2 km), Siemianowice Śląskie (6,5 km) i Świętochłowice (8 km).

## Fills il·lustres
- Kurt Alder (1902 - 1958) químic, Premi Nobel de Química de l'any 1950.
- Theodore Charles Yeschke (1886-1959), músic flautista.